# Papiermühle (Detmold-Berlebeck)
Die ehemalige Papiermühle in der Paderborner Straße 165 in Detmold-Berlebeck wurde am 23. März 1984 unter der Nummer 042 in die Liste der Baudenkmäler in Detmold eingetragen.
Die Papiermühle lässt sich bereits im Jahr 1607 nachweisen. Im Dreißigjährigen Krieg fiel sie mehrfach Beschädigungen und Plünderungen zum Opfer.
Zum Gebäudeensemble gehören ein zweigeschossiges Fachwerktraufenhaus mit einem zweigeschossigen verputzten Bruchsteinbau, ein zweigeschossiger Bruchsteinbau so wie das Stauwehr auf der Rückseite des Haupthauses.